# Gauri Lankesh
Gauri Lankesh (Bangalore, Karnataka, 29 de enero de 1962 – 5 de septiembre de 2017) fue una periodista y activista india. Trabajó como editora en Lankesh Patrike, un semanario en idioma Kannada iniciado por su padre, el poeta y periodista P. Lankesh, y dirigió su propio semanario llamado Gauri Lankesh Patrike. El 5 de septiembre de 2017, a los 55 años, fue asesinada a tiros por asaltantes desconocidos en la puerta de su casa. En el momento de su muerte, Gauri era conocida por ser crítica con el nacionalismo extremista hindú. Fue reconocida con el Premio Anna Politkovskaya por hacer campaña por los derechos de las mujeres, oponerse a la discriminación basada en la casta y cuestionar el extremismo hindú.

## Primeros años de vida y de carrera
Gauri empezó su carrera como periodista en The Times of India en Bangalore. Más tarde se trasladó a Delhi con su marido, Chidanand Rajghatta para regresar poco después a Bangalore, donde trabajó como corresponsal para la revista Sunday durante nueve años. En el año 2000 comenzó a trabajar en el Eenadu, canal televisivo en Delhi.

### Lankesh Patrike
Cuando su padre murió, Gauri se convirtió en editora del semanario y su hermano Indrajit se encargó de la gestión empresarial de la publicación. A partir de 2001 comenzaron las diferencias entre Gauri e Indrajit sobre la ideología del periódico. Estas diferencias salieron a la luz en febrero de 2005, cuando se publicó en la revista, con la aprobación de Gauri, un reportaje sobre un atentado de la Insurgencia naxalita  El 13 de febrero Indrajit (que era el propietario y editor del periódico) retiró el reportaje alegando que favorecía a los naxalitas. Y el 14 de febrero presentó una denuncia policial contra su hermana, acusándola de robar un ordenador, una impresora y un escáner de la oficina de la publicación. Gauri presentó una contradenuncia, acusando a Indrajit de amenazarla con un revólver. Un día después, Indrajit celebró una conferencia de prensa donde acusó a Gauri de promover el a los naxalitas a través del periódico. Ella celebró una conferencia de prensa por separado donde negó la acusación y declaró que su hermano se oponía a su activismo social.  Gauri Lankesh posteriormente lanzó su propio semanario en kannada llamado Gauri Lankesh Patrike.

## Ideas políticas
Gauri fue una crítica acérrima del movimiento extremista hindú Hindutva. En 2003 se opuso a los supuestos intentos de Sangh Parivar de hinduizar el santuario sufí Guru Dattatreya Baba Budan Dargah ubicado en Baba Budan giri. En 2012, mientras participaba en una protesta que exigía la prohibición de los grupos comunales en Mangalore , afirmó que el hinduismo no era una religión sino un "sistema de jerarquía en la sociedad" en el que "las mujeres son tratadas como criaturas de segunda clase".  Ella consideraba la comunidad Lingayat como una religión seguidora del filósofo Basavanna y diferente del hinduismo y dirigió la Komu Souharda Vedike, una plataforma de armonía para las comunidades oprimidas.
Gauri era conocida por defender la libertad de prensa. Había escrito sobre las irregularidades del líder del Congreso Nacional de la India, DK Shivakumar, un estrecho colaborador del exministro Principal de Karnataka, SM Krishna. También se opuso al Bharatiya Janata Party (BJP) y terminó su amistad de 35 años con Prakash Belawadi cuando este último se convirtió en asesor de medios del BJP durante las elecciones generales de la India 2014. En noviembre de 2014, el gobierno de Karnataka nombró a Gauri miembro de un comité destinado a convencer a los naxalitas del abandono de la violencia. Sin embargo, una delegación de líderes del BJP la acusó de ser simpatizante de ellos y exigió su expulsión del comité. El jefe de gobierno Siddaramaiah rechazó la demanda.
Gauri fue abiertamente crítica del sistema de castas. En 2015, algunos brahmanes la acusaron de criticar al novelista SL Bhyrappa y al brahmanismo durante la 81.ª Kannada Sahitya Sammelana (conferencia literaria de Kannada) celebrada en Shravanabelagola. En la conferencia, Gauri comentó que los grupos hindúes de extrema derecha criticaron al autor de baja casta Perumal Murugan por representar a una pareja hindú sin hijos que practicaba rituales sexuales consentidos fuera del matrimonio para tener hijos. Luego señaló que el novelista Brahmín SL Bhyrappa también había representado la práctica similar de Niyoga en su novela Parva, un recuento de la epopeya hindú Mahabharata. Aclaró que apoyaba a estos dos escritores y preguntó por qué los grupos hindúes que se sentían ofendidos por Perumal Murugan no lo estaban por Bhyrappa. El 19 de febrero de 2015, miembros de la Hassan Zilla Brahmin Sabha ("Asociación de Brahmanes del distrito de Hassan") organizaron una protesta contra la periodista y activista.

## Condena por difamación en 2016
El 23 de enero de 2008, Gauri publicó un artículo titulado "Darodegilada BJP galu" en su periódico. El artículo criticaba a los líderes del BJP, Pralhad Joshi , Umesh Dushi, Shivanand Bhat y Venkatesh Mestry diciendo que los tres trabajadores de BJP habían engañado a un joyero. También declaró que el joyero buscó justicia del parlamentario Joshi y amenazó con acercarse a la policía si Joshi se negaba a ayudarlo. Gauri dijo más tarde que el artículo estaba basado en "fuentes dentro del BJP".
Joshi y Dushi presentaron demandas por difamación por separado contra Gauri. En el caso de Dushi, ella fue coacusada con Devanand Jagapur, el redactor del artículo.
Gauri declaró que estaba siendo atacada por sus opiniones políticas de izquierda, ya que los líderes del BJP no demandaron a otros diarios locales que habían publicado las mismas denuncias. Gauri trasladó el caso al Tribunal Superior, buscando la desestimación del caso. Sin embargo, en 2016 el Tribunal Superior se negó a hacerlo y ordenó al Tribunal de Primera Instancia que completara el juicio en un plazo de seis meses.
En octubre de 2016, el segundo tribunal de primera clase de magistrados judiciales (JMFC) en Hubli emitió una orden de arresto para Gauri después de que ella no compareciera ante el tribunal y no respondiera a las órdenes anteriores.  La policía la detuvo y la presentó ante la Corte el 1 de octubre de 2016. Fue puesta en libertad bajo fianza después de proporcionar 25,000 rupias.
El 27 de noviembre de 2016, el Segundo Tribunal de la JMFC llegó a la conclusión de que Gauri no había presentado pruebas sustanciales de sus críticas a los líderes del BJP y la declaró culpable de difamación. El tribunal le impuso una multa de 5,000 rupias en cada caso.  Además de la multa total de 10,000 rupias, también la condenó a seis meses de cárcel, aunque le otorgó una fianza anticipada, lo que la hizo evitar el tiempo en prisión. Su coacusado, Devanand Jagapur, fue absuelto por el mismo tribunal.
Gauri declaró que los líderes del BJP habían logrado cubrir sus huellas al llegar a un compromiso con el joyero; ella se negó a revelar su fuente de las acusaciones de corrupción en su contra. También describió el veredicto de la Corte como un contratiempo temporal y declaró que lo impugnaría en el Tribunal Supremo.

## Vida personal
Gauri y Chidanand Rajghatta se divorciaron después de cinco años de matrimonio; y ella no volvió a casarse. Aunque vivía sola y no tenía hijos, Gauri consideraba a los activistas Jignesh Mevani, Kanhaiya Kumar, Umar Khalid y Shehla Rashid Shora como sus "hijos adoptados".

## Muerte
El 5 de septiembre de 2017, tres hombres mataron a Gauri en su casa en Rajarajeshwari Nagar, Bangalore. Los hombres le dispararon al menos siete balas alrededor de las 8 de la tarde mientras entraba en su casa al volver de su oficina.  Uno de los asesinos, que la estaba esperando allí, le dirigió los primeros disparos, mientras que los otros dos, que se sospecha que la habían seguido desde su oficina, se unieron al tirador inicial a partir de entonces. Tres de las balas perforaron la cabeza, el cuello y el pecho de la periodista, que falleció en ese mismo momento. Los asesinos se dieron a la fuga en motocicleta.

### Reacciones
El asesinato fue condenado por varias personas y organizaciones, entre ellas el Partido Bharatiya Janata (Partido Popular Indio), el Congreso Nacional Indio y la Rashtriya Swayamsevak Sangh. El líder del Congreso y el ministro del Interior de Karnataka, Ramalinga Reddy, compararon el asesinato con el de Narendra Dabholkar y MM Kalburgi. El jefe de la policía estatal, RK Dutta, se negó a sugerir posibles sospechosos sin investigación. El líder del BJP, KS Eshwarappa, criticó al gobierno estatal liderado por el Congreso por supuestamente no proteger las vidas de Gauri y otros escritores como Kalburgi. Las protestas por su muerte tuvieron lugar en toda la India, incluida una manifestación en Bangalore una semana después del asesinato a la que asistieron más de 15.000 personas.
Gauri recibió un funeral de estado el 6 de septiembre, después de que su cuerpo permaneció durante unas horas en Ravindra Kalakshetra para que el público le rindiera homenaje. Fue enterrada de acuerdo con las costumbres de Lingayat pero su familia no organizó ningún rito religioso, ya que ella se había identificado como racionalista. La BBC la calificó como la periodista más destacada asesinada en los últimos años.
El New York Times informó que varias cuentas seguidas por Narendra Modi habían publicado tuits de odio en respuesta al asesinato de Lankesh, lo que provocó un debate en la India.

### Investigación
Durante la investigación, la policía accedió a las imágenes de CCTV desde su residencia y la ruta que llevaba de Basavanagudi a su casa. La ciudad se mantuvo en alerta máxima el día después de su muerte, con la policía desplegada en las puertas de peaje en Nelamangala, Hosur Road y NICE Road en busca de los asesinos. Los vehículos que entraron o salieron de la ciudad fueron sometidos a estrictos controles, mientras que la policía en los estados vecinos de Andhra Pradesh , Maharashtra y Tamil Nadu también estuvo alerta. El 8 de septiembre, el gobierno de Karnataka anunció una recompensa por proporcionar información sobre los asesinos.
En 2018, el Equipo de Investigación Especial (SIT, por sus siglas en inglés) que investigaba el caso de asesinato detuvo a dos posibles autores, de los que también sospechaban estar involucrados en los asesinatos de Dabholkar y Kalburgi. En junio de 2018, el SIT declaró que Parashuram Waghmore había confesado el asesinato. Afirmó que le habían ordenado matar a alguien para salvar su religión y que no sabía quién era la víctima. En septiembre de 2018, Maharashtra ATS detuvo a otros 2 sospechosos relacionados con su asesinato y también encontró el escondite donde tenían las armas.